# 이크레더블
이크레더블(E Credible)은 대한민국의 신용평가 기업으로, 본사는 서울시 구로구 디지털로33길 27, 삼성IT밸리 8층에 있다.

## 같이 보기
- 한국기업평가